# Stephan Masur
Stephan Masur (* 1971 in Köln) ist ein deutscher Artist und Komiker.

## Leben
Stephan Masur studierte Betriebswirtschaftslehre an der Heinrich-Heine-Universität Düsseldorf mit Schwerpunkt Marketing und Controlling. Seine Diplomarbeit schrieb er über Zirkusmarketing. Er jonglierte in seiner Schulzeit anfangs autodidaktisch, bildete sich in Workshops weiter und nahm Kurse in Tanz und Bewegungstheater in der Alten Post – Schule für Kunst und Theater in Neuss sowie am Tanzhaus NRW in Düsseldorf. Seine ersten Jongliernummern entwickelte er zusammen mit seiner Schwester, der Tänzerin Susanne Masur.
Studienbegleitend absolvierte er erste Auftritte, u. a. vier Monate im Theater Masquerade, der Piste aux Espoirs in Belgien und dem Spring Festival Korea. Nach dem Studienabschluss als Diplomkaufmann besuchte er die niederländische Zirkusschule De Hoogte. Anschließend tourte er u. a. mit dem Traumtheater Salome, verschiedenen europäischen Zirkussen und Dinnershows als Jongleur und Artist.
Seit 2005 produziert Stephan Masur eigene Varieteshows unter dem Namen Masurs Varietespektakel mit Absolventen europäischer und internationaler Zirkusschulen mit wechselnden Regisseuren und Choreographen. Die Shows bestücken seitdem jährlich einen Monat lang die Kleinkunstbühne Senftöpfchen in Köln, seit 2009 auch im Pantheon-Theater in Bonn und an anderen Orten.
Das Soloprogramm Le Comte hatte im Jahr 2013 in Köln und Bonn Premiere. Le Comte ist ein schriller barocker Adeliger, eine Mischung aus Jongleur und Komiker mit Boleadoras, Handschattenspiel, Chapeaugraphie, Glockenkonzert und singender Säge. 